# 苕溪
苕溪，又称霅溪、霅川、霅水，是中國浙江省西北部一条河流，是浙江省八大水系之一，注入太湖，属于长江流域的一部分。因流域内盛长芦苇，秋天芦花飘飞而得名。流域覆盖临安区东部、余杭区大部、德清县、安吉县、长兴县、湖州市。

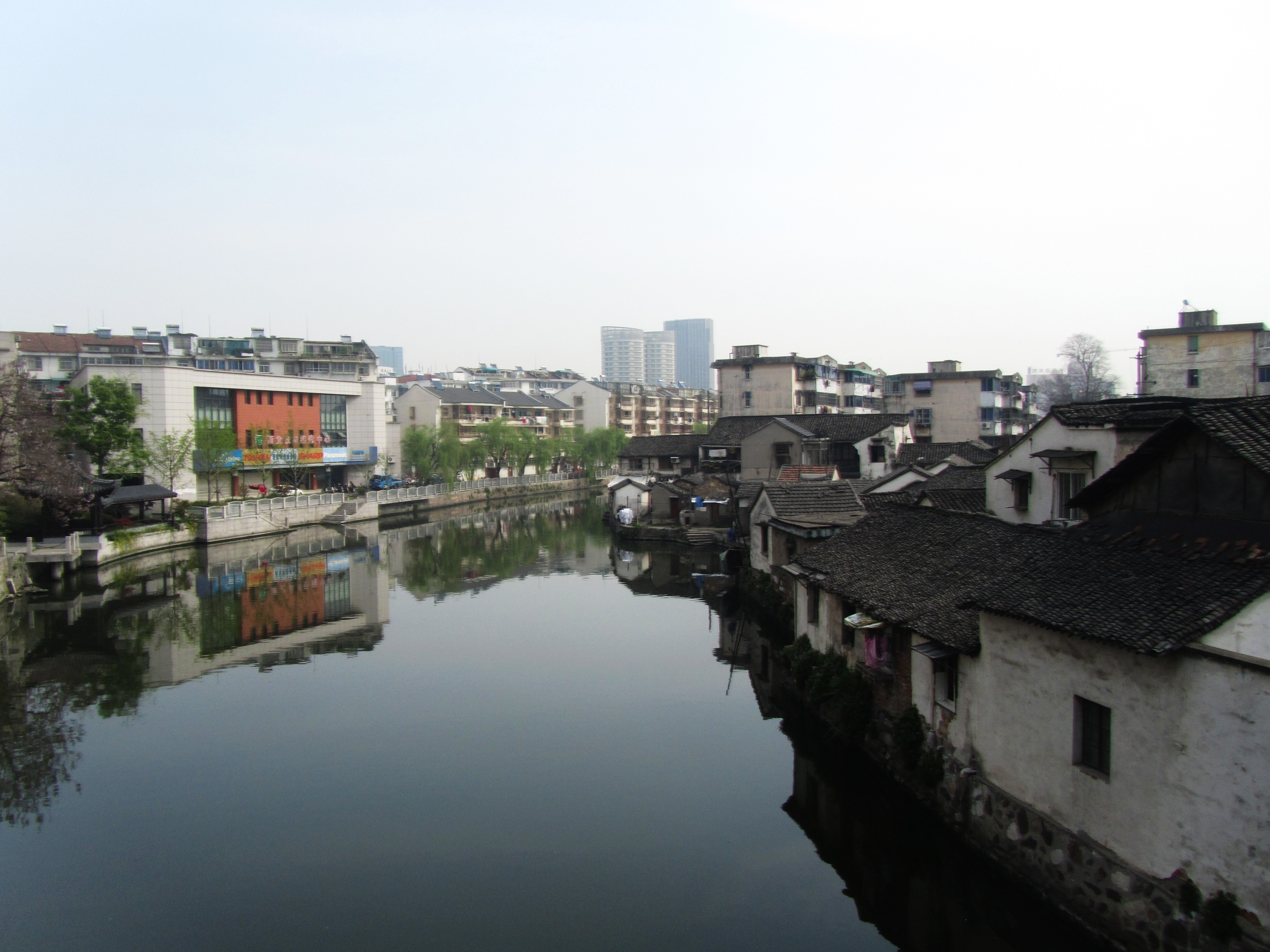
湖州城南潮音桥段沿溪景观

上游源出于天目山，由东苕溪、西苕溪两支组成，两溪在湖州市吴兴区城区汇合，合流后称苕溪，向北流15公里，分70多条港汊注入太湖。河宽80-160米，水深7-8米。流域总面积5917平方公里，为太湖主要水源之一。